# خطة المليون

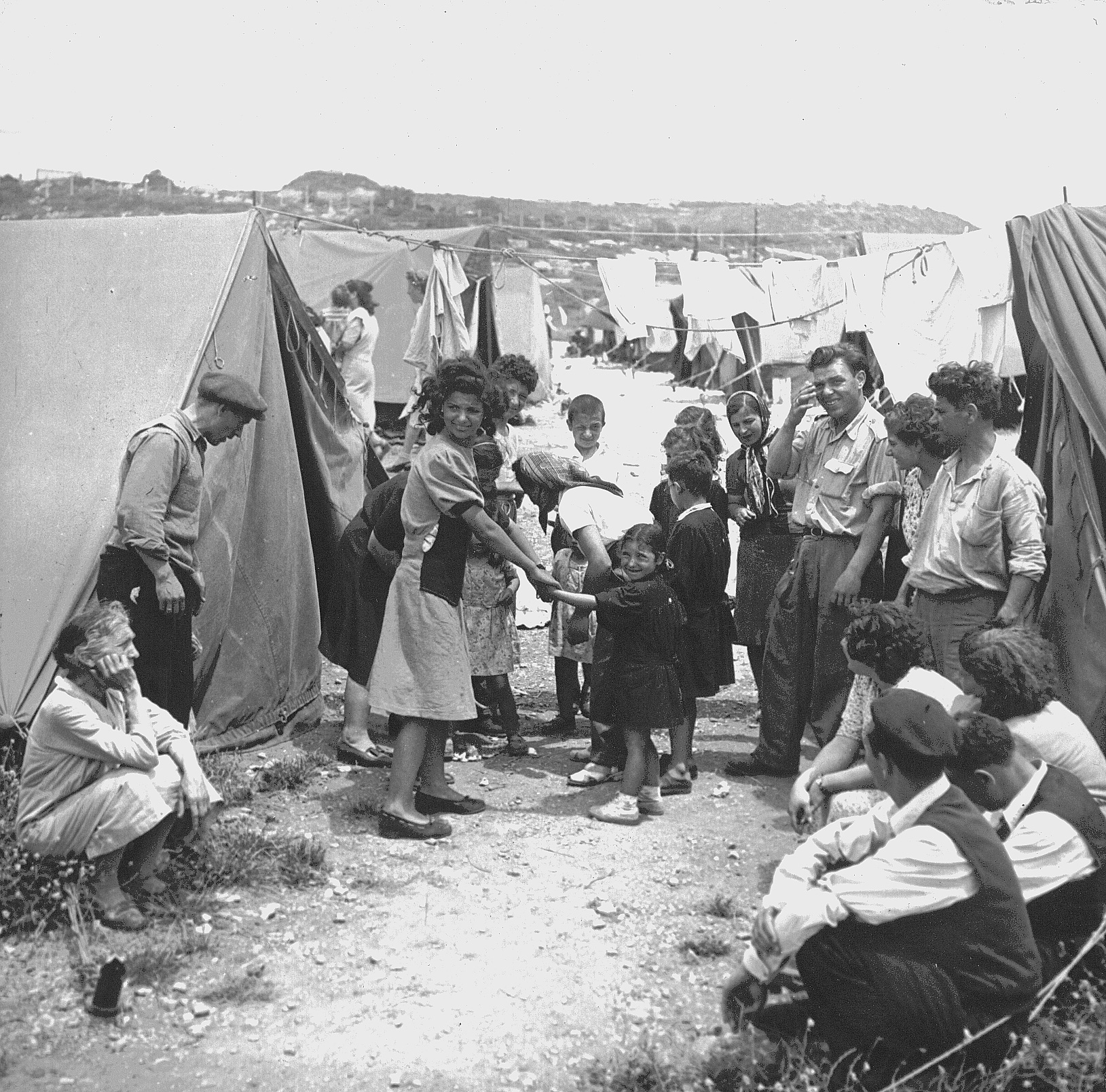
الخطة تضمنت اقتراحات مفصلة لمخيمات الهجرة والعبور. معسكرات المهاجرين التي تلت ذلك وُصفت بـ"منتج خطة المليون".

خطة المليون كانت خطة إستراتيجية من أجل هجرة واستيعاب مليون يهودي من أوروبا، و‌الشرق الأوسط و‌شمال أفريقيا إلى فلسطين خلال فترة زمنية قدرها 18 شهراً، من أجل تأسيس دولة في تلك المنطقة. بعد التصويت عليها من قبل الوكالة اليهودي للإدارة التنفيذية لإسرائيل في عام 1944 أصبحت السياسة الرسمية للقيادة الصهيونية. تنفيذ جزء كبير من خطة المليون حدث بعد قيام إسرائيل في 1948.
عندما انتشر خبر هلاك اليهود في الهولوكوست عام 1944، طموح مؤتمر بيلتمور المكون من مليوني مهاجر تمت مراجعته بتخفيضه، وتم تعديل الخطة لتتضمن، لأول مرة، يهود من الشرق الأوسط وشمال أفريقيا كفئة واحدة ضمن خطة هجرة. في عام 1944-45 وصف بن غوريون الخطة للمسؤولين الأجانب بأنها «الهدف الأساسي والأولوية القصوى للحركة الصهيونية».
القيود القائمة على الهجرة و‌الكتاب الأبيض البريطاني لعام 1939 عنت أن مثل هذه الخطة لم يكن بالإمكان تطبيقها على الفور. عند قيام إسرائيل، قدّمت حكومة بن غوريون للكنيست خطة جديدة، بمضاعفة تعداد سكانها من 600 ألف شخص خلال 4 سنوات. المؤرخة الإسرائيلية ديفورا هاكوهن تصف المعارضة ضد سياسة الهجرة الموجودة داخل الحكومة الإسرائيلية الجديدة، مثل أولئك الذين جادلوا بأنه لا يوجد أي مبرر لتنظيم هجرة واسعة النطاق من بين اليهود والذين لم تكن حياتهم في خطر، لا سيما عندما لم تكن الرغبة والدافع من شأنهم، وكذلك أولئك الذين جادلوا بأن عملية الاستيعاب تلك تسبّب «مشقة لا داعي لها». ولكن قوة تأثير بن غوريون وإصراره ضمنت استمرار الهجرة غير المقيدة.
وُصفت الخطة على أنها «حدث محوري في تخيل الدولة اليهودية.» واللحظة التي اختُرعت فيها فئة اليهود المزراحيين من الناحية الحالية لهذا المصطلح، بصفتها مجموعة عرقية متميزة عن اليهود المولودين في أوروبا. الهجرة على نطاق كبير بعد إعلان إسرائيل كان نتاج هذا التغيير الجماعي في صالح الهجرة الجماعية بالنسبة إلى اليهود من الدول العربية والمسلمة.

## خلفية
في مؤتمر بيلتمور عام 1942، روج بن غوريون لفكرة أن 2 مليون يهودي سيهاجرون إلى فلسطين من أجل بناء الأغلبية اليهودية المطلوبة لتأسيس الكومنولث اليهودي الذي دُعيت إليه في المؤتمر. كان يُفترض في ذلك الوقت أن معظم المهاجرين هم من اليهود الأشكناز وصف بن غوريون نواياه لاجتماع مع الخبراء والقادة اليهود: